# Comando da Logística (Exército Português)
O Comando da Logística (CmdLog), criado no âmbito da reorganização do Exército de 1993 e mantido na reorganização de 2006, tem como missão assegurar as actividades no domínio dos recursos materiais e financeiros do Exército Português.
O CmdLog é chefiado por um tenente-general, designado "Quartel-Mestre-General do Exército", diretamente dependente do Chefe do Estado-Maior do Exército.

## Organização
O Comando da Logística inclui:
1) Comando e Gabinete;
2) Estado-Maior;
3) Centro de Finanças;
4) Direção de Material e Transportes, da qual dependem:
Centro Militar de Eletrónica,
Regimento de Manutenção,
Depósito Geral de Material do Exército,
Regimento de Transportes;
5) Direção de Infra-Estruturas;
6) Direção de Saúde, da qual dependem:
Hospital Militar Principal,
Hospital Militar de Belém,
Hospital Militar Regional nº 1 (D. Pedro V),
Hospital Militar Regional nº 2,
Centro de Saúde de Évora,
Centro de Saúde de Tancos/Santa Margarida;
7) Direção de Aquisições;
8) Direção de Finanças;
9) Instituto Geográfico do Exército;
10) Unidade de Apoio da Área Militar Amadora Sintra;
11) Centro de Áudiovisuais do Exército;
12) Conselho Fiscal dos Estabelecimentos Fabris;
13) Repartição de Apoio Geral.